# Дезоксикортикостерон
Дезо́ксикорто́н (11-Дезо́ксико́ртикостеро́н) — второстепенный минералокортикостероидный гормон коры надпочечников у человека. У некоторых видов животных дезоксикортикостерон является основным естественным минералокортикоидом. Но у человека дезоксикортикостерон относительно малоактивен, и основным минералокортикоидом человека является альдостерон.
Дезоксикортикостерон, в отличие и от альдостерона, и от глюкокортикоидов, повышает силу и выносливость скелетных мышц. Механизм этого действия дезоксикортикостерона малоизучен.

## Медицинское применение
Синтетический дезоксикортикостерон в виде солей (ацетата, триметилацетата или энантата) применяется в качестве лекарственного средства, обладающего выраженным минералокортикоидным эффектом (свойством естественных гормонов коры надпочечников альдостерона и, частично, кортизола): способствует задержке в организме воды, солей натрия и выведению солей калия, увеличивает объём плазмы циркулирующей крови, повышает артериальное давление и мышечный тонус. Не влияет на углеводный обмен при недостаточности надпочечников, на эстрогенную и андрогенную активность, пигментацию.
По физическим свойствам представляет собой белый или со слабым кремовым оттенком кристаллический порошок без запаха. Практически нерастворим в воде, растворим в спирте и маслах.
Основное показание к применению — наличие болезни Аддисона. Кроме того, препарат показан при остром и хроническом гипокортицизме, сольтеряющей форме врождённой дисфункции коры надпочечников, острой надпочечниковой недостаточности после тотальной (билатеральной) адреналэктомии.

Стероидогенез
Кортикостерон